# Hollandtunnelen
Hollandtunnelen er en motorvejstunnel under Hudsonfloden, der forbinder øen Manhattan i New York med Jersey City, New Jersey ved Interstate 78 på fastlandet. Tunnelen var oprindeligt kendt som Hudson River Vehicular Tunnel eller Canal Street Tunnel, og er en af to motorvejstunneler under Hudson River (den anden er Lincolntunnelen.)
40°43′39″N 74°01′17″V / 40.7275°N 74.0214°V